# Stanisław Olejniczak
Stanisław Feliks Olejniczak (* 28. März 1938 in Zbąszyń; † 1. Februar 2022) war ein polnischer Basketballspieler.

## Karriere
Stanisław Olejniczak begann 1957 seine Karriere bei Lech Posen. 1958 gewann er mit dem Klub die Polnische Meisterschaft. 1963 wechselte er zu Legia Warschau, wo er 1966 und 1969 zwei weitere polnische Meistertitel gewinnen konnte. 
Für die polnische Nationalmannschaft bestritt Olejniczak 121 Spiele. Bei den Olympischen Spielen 1964 gehörte er zum Aufgebot Polens, das den sechsten Platz belegte. Bei der Europameisterschaft 1963 gewann Olejniczak Silber und 1965 folgte in der Sowjetunion eine Bronzemedaille. 
Olejniczak wurde mit dem Ritterkreuz des Orden Polonia Restituta ausgezeichnet.